# Neoseiulella aceri
Neoseiulella aceri är en spindeldjursart som först beskrevs av Elsie Collyer 1957.  Neoseiulella aceri ingår i släktet Neoseiulella och familjen Phytoseiidae. Inga underarter finns listade i Catalogue of Life.